# Яньшино
Яньшино — деревня в Раменском муниципальном районе Московской области. Входит в состав сельского поселения Ульянинское. Население — 11 чел. (2010).

## География
Деревня Яньшино расположена в южной части Раменского района, примерно в 34 км к югу от города Раменское. Высота над уровнем моря 145 м. Ближайший населённый пункт — деревня Фоминское.

## История
В 1926 году деревня входила в Фоминский сельсовет Чаплыженской волости Бронницкого уезда Московской губернии.
С 1929 года — населённый пункт в составе Бронницкого района Коломенского округа Московской области. 3 июня 1959 года Бронницкий район был упразднён, деревня передана в Люберецкий район. С 1960 года в составе Раменского района.
До муниципальной реформы 2006 года деревня входила в состав Ульянинского сельского округа Раменского района.

## Население
| 1926 | 2002 | 2010 |
| ---- | ---- | ---- |
| 114  | ↘7   | ↗11  |

В 1926 году в деревне проживало 114 человек (50 мужчин, 64 женщины), насчитывалось 23 крестьянских хозяйства. По переписи 2002 года — 7 человек (5 мужчин, 2 женщины).